# Bjarne Hoyer
Bjarne Hoyer, född 24 april 1912 i Hellerup, Danmark, död 30 mars 1991, var en dansk kompositör.
Hoyer började komponera dans- och underhållningsmusik 1935. Mellan 1936 och 1943 var han tillsammans med Knud Pheiffer programledare för Cabareten Vi Unge i dansk radio. Från 1954 grammonfonkåsör i dansk radio.